# Viktor Belenko
Viktor Ivanovitj Belenko, (Виктор Иванович Беленко) född 15 februari 1947 i Naltjik, död 24 september 2023, var en amerikansk rymdingenjör och föreläsare, som ursprungligen kom från Sovjetunionen.

## Biografi
Belenko blev känd när han den 6 september 1976 hoppade av sin tjänst vid de sovjetiska luftförsvarsstyrkorna Vojska PVO och flög sin Mikoyan-Gurevich MiG-25 till Hakodate, Japan och överlämnade sig. Detta var första gången övriga världen fick studera flygplanet på nära håll. Belenko beviljades asyl och senare befordran av USA:s president Gerald Ford.